# Бонито
Бонито (итал. Bonito) је насеље у Италији у округу Авелино, региону Кампанија.
Према процени из 2011. у насељу је живело 1245 становника. Насеље се налази на надморској висини од 495 м.

## Становништво
| 1931. | 1936. | 1951. | 1961. | 1971. | 1981. | 1991. | 2001. | 2011. |
| ----- | ----- | ----- | ----- | ----- | ----- | ----- | ----- | ----- |
| 3.917 | 4.122 | 4.227 | 3.474 | 2.857 | 2.731 | 2.767 | 2.588 | 2.526 |